# Zapodinae
Sous-famille
La sous-famille des Zapodinae a été créée par le zoologiste américain Elliott Coues (1842-1899) en 1875. 

## Liste des genres
Selon Mammal Species of the World (version 3, 2005)  (30 mai 2016), ITIS (30 mai 2016), NCBI (30 mai 2016):
- genre Eozapus Preble, 1899 (monospécifique)
- genre Napaeozapus Preble, 1899 (monospécifique) - Zapode des bois ou Souris sauteuse des bois[4]
- genre Zapus Coues, 1875